# Tat'jana Konjuchova
Tat'jana Georgievna Konjuchova (in russo Татьяна Георгиевна Конюхова?; Tashkent, 12 novembre 1931 – Mosca, 2 aprile 2024) è stata un'attrice sovietica, russa dal 1991.

## Biografia
Tat'jana Konjuchova nacque a Tashkent, nell'allora Repubblica Socialista Sovietica Uzbeka, il 12 novembre 1931, figlia di Georgij, direttore di una fabbrica di cotone proveniente da un villaggio nei pressi della città di Poltava, e di Anastasija Konyukhova, una casiliga originaria invece di Charkiv.
Dalla città di Kattaqo'rg'on dove la famiglia visse, nel 1946 si trasferirono a Riga, in Lettonia, a causa del lavoro del padre. Tre anni dopo, Tat'jana Konjuchova partì per Mosca per intraprendere la carriera da attrice. Qui entrò al VGIK (l'Università statale pan-russa di cinematografia S. A. Gerasimov) dove ottenne una notevole attenzione da parte dei registi per le sue interpretazioni teatrali e cinematografiche.
Nel 1952 debuttò nel cinema ancora studentessa, partecipando al cast del film Notte di maggio di Aleksandr Rou. Nel 1955 si laureò al VGIK, prendendo parte brevemente al Teatro Malyj. Dopodiché si occupò maggiormente alla carriera cinematografica.

### Vita privata
Si sposò per la prima volta nel 1954 con Valerij Karen, conosciuto al VGIK. I due si lasciarono poco tempo dopo. Il secondo marito fu l'ingegnere del suono Boris Vengerovskij. Anche con questi il matrimonio non andò a buon fine.
Con il terzo marito, il giavellottista per l'Unione Sovietica Vladimir Kuznecov, ebbe un figlio, Sergej.
Tat'jana Konjuchova morì a Mosca il 2 aprile 2024, all'età di 92 anni.

## Filmografia parziale

### Cinema
- Sportivnaja čest' (Спортивная честь), regia di Vladimir Petrov (1951)
- Notte di maggio (Майская ночь, или Утопленница), regia di Aleksander Rou (1952)
- Sud'ba Mariny (Судьба Марины), regia di Viktor Ivčenko (1953)
- Zapasnoj igrok (Запасной игрок), regia di Semën Timošenko (1954)
- Dobroe utro (Доброе утро), regia di Andrej Frolov (1955)
- Vol'nica (Вольница), regia di Grigorij Rošal' (1956)
- Raznye sud'by (Разные судьбы), regia di Leonid Lukov (1956)
- Pervye radosti (Первые радости), regia di Vladimir Basov (1956)
- Neobyknovennoe leto (Необыкновенное лето), regia di Vladimir Basov (1957)
- Nad Tissoj (Над Тиссой), regia di Dmitrij Vasil'ev (1958)
- Oleko Dundič (Олеко Дундич), regia di Leonid Lukov (1958)
- Solnce svetit vsem (Солнце светит всем), regia di Konstantin Voinov (1959)
- Kar'era Dimy Gorina (Карьера Димы Горина), regia di Lev Mirskij (1961)
- Vašingtonskaja istorija (Вашингтонская история), regia di Isidor Annenskij (1962)
- Bej, baraban! (Бей, барабан!), regia di Aleksej Saltykov (1962)
- Ženit'ba Bal'zaminova (Женитьба Бальзаминова), regia di Konstantin Voinov (1964)
- L'armata a cavallo (Csillagosok, katonák), regia di Miklós Jancsó (1968)
- Odin iz nas (Один из нас), regia di Gennadij Poloka (1970)
- Eščё ne večer (Ещё не вечер), regia di Nikolaj Rozancev (1974)
- Tol'ko vdvoёm (Только вдвоём), regia di Georgij Kuznecov (1976)
- Mosca non crede alle lacrime (Москва слезам не верит), regia di Vladimir Men'šov (1979)
- Portret ženy chudožnika (Портрет жены художника), regia di Aleksandr Pankratov (1981)
- Neždanno-negadanno (Нежданно-негаданно), regia di Ėmil' Braginskij (1982)
- Na zlatom kryl'ce sideli (На златом крыльце сидели), regia di Boris Rycarev (1986)